# Горње Гргуре
Горње Гргуре је насеље у Србији у општини Блаце у Топличком округу. Село се некада звало Лежимир и кроз је њега је водио пут до Дубровника, а данашњи назив је носи по Гргуру Бранковићу. Некада је представљало важан пољопривредни, економски, културни и духовни центар топличког краја.

## Споменици културе
У једном шумарку у близини села налазе се остаци цркве Светог Пантелејмона. Недалеко од цркве налазило се и средњовековно утврђење, чији су бедеми донедавно били видљиви, због чега се може претпоставити да је црква припадала урбанистичком комплексу утврђења и да је настала или у византијско доба или у периоду српске средњовековне државе. Близу цркве се налази и једно заветно дрво, за које се верује да има божанске моћи, па га локално становништво поштује и чува од скрнављења. На месту старе цркве данас се могу видети делови зидова у висини од 1 метар.
На сеоском гробљу у порти цркве Светог Јована, сахрањен је Коста Војиновић. Споменик је подигнут 1937.

## Демографија
Према попису из 2022. било је 139 становника (према попису из 1991. било је 388 становника).У насељу Горње Гргуре живи 258 пунолетних становника, а просечна старост становништва износи 45,5 година (44,8 код мушкараца и 46,2 код жена). У насељу има 113 домаћинстава, а просечан број чланова по домаћинству је 2,89.
Ово насеље је углавном насељено Србима (према попису из 2002. године), а у последња три пописа, примећен је пад у броју становника.
|  |

| Демографија | Демографија | Демографија |
| Година      | Становника  | Становника  |
| ----------- | ----------- | ----------- |
| 1948.       | 869         |             |
| 1953.       | 884         |             |
| 1961.       | 741         |             |
| 1971.       | 636         |             |
| 1981.       | 516         |             |
| 1991.       | 388         | 382         |
| 2002.       | 327         | 331         |

| Етнички састав према попису из 2002.‍ | Етнички састав према попису из 2002.‍ | Етнички састав према попису из 2002.‍ | Етнички састав према попису из 2002.‍ | Етнички састав према попису из 2002.‍ |
| ------------------------------------ | ------------------------------------ | ------------------------------------ | ------------------------------------ | ------------------------------------ |
|                                      |                                      |                                      |                                      |                                      |
| Срби                                 | Срби                                 |                                      | 272                                  | 83,18%                               |
| Мађари                               | Мађари                               |                                      | 1                                    | 0,30%                                |
| непознато                            | непознато                            |                                      | 53                                   | 16,20%                               |

| Година пописа     | 1948. | 1953. | 1961. | 1971. | 1981. | 1991. | 2002. |
| ----------------- | ----- | ----- | ----- | ----- | ----- | ----- | ----- |
| Број домаћинстава | 133   | 142   | 142   | 130   | 142   | 119   | 113   |

| Број чланова      | 1  | 2  | 3  | 4  | 5  | 6 | 7 | 8 | 9 | 10 и више | Просек |
| ----------------- | -- | -- | -- | -- | -- | - | - | - | - | --------- | ------ |
| Број домаћинстава | 26 | 39 | 12 | 10 | 14 | 7 | 5 | 0 | 0 | 0         | 2,89   |

| Пол    | Укупно | Неожењен/Неудата | Ожењен/Удата | Удовац/Удовица | Разведен/Разведена | Непознато |
| ------ | ------ | ---------------- | ------------ | -------------- | ------------------ | --------- |
| Мушки  | 134    | 19               | 89           | 21             | 3                  | 2         |
| Женски | 133    | 14               | 87           | 30             | 0                  | 2         |
| УКУПНО | 267    | 33               | 176          | 51             | 3                  | 4         |

| Пол    | Укупно                    | Пољопривреда, лов и шумарство | Рибарство                            | Вађење руде и камена | Прерађивачка индустрија       |
| ------ | ------------------------- | ----------------------------- | ------------------------------------ | -------------------- | ----------------------------- |
| Мушки  | 63                        | 43                            | 0                                    | 0                    | 6                             |
| Женски | 45                        | 31                            | 0                                    | 0                    | 8                             |
| УКУПНО | 108                       | 74                            | 0                                    | 0                    | 14                            |
| Пол    | Производња и снабдевање   | Грађевинарство                | Трговина                             | Хотели и ресторани   | Саобраћај, складиштење и везе |
| Мушки  | 0                         | 3                             | 3                                    | 1                    | 2                             |
| Женски | 0                         | 0                             | 0                                    | 1                    | 0                             |
| УКУПНО | 0                         | 3                             | 3                                    | 2                    | 2                             |
| Пол    | Финансијско посредовање   | Некретнине                    | Државна управа и одбрана             | Образовање           | Здравствени и социјални рад   |
| Мушки  | 0                         | 0                             | 2                                    | 0                    | 0                             |
| Женски | 0                         | 1                             | 0                                    | 1                    | 1                             |
| УКУПНО | 0                         | 1                             | 2                                    | 1                    | 1                             |
| Пол    | Остале услужне активности | Приватна домаћинства          | Екстериторијалне организације и тела | Непознато            | Непознато                     |
| Мушки  | 0                         | 0                             | 0                                    | 3                    | 3                             |
| Женски | 0                         | 0                             | 0                                    | 2                    | 2                             |
| УКУПНО | 0                         | 0                             | 0                                    | 5                    | 5                             |

## Познате личности
- Душан Јанићијевић
- Вукоје Тодоровић
- Миладин Брадић

## Галерија
- Остаци цркве Светог Пантелејмона
- Остаци цркве Светог Пантелејмона
- Остаци цркве Светог Пантелејмона
- Остаци цркве Светог Пантелејмона
- Остаци цркве Светог Пантелејмона
- Гргуре
- Гргуре
- Гргуре
- Гргуре